# 莫羅 (阿肯色州)
莫羅（英語：Moro）是一個位於美國阿肯色州李縣的城鎮。

## 地理
莫羅的座標為34°47′40″N 90°59′24″W / 34.79444°N 90.99000°W，而該地的平均海拔高度為61米（即200英尺）。

## 人口
根據2020年美國人口普查的數據，莫羅的面積為2.50平方千米，皆為陸地。當地共有人口177人，而人口密度為每平方千米70人。